# Matteo II. Visconti

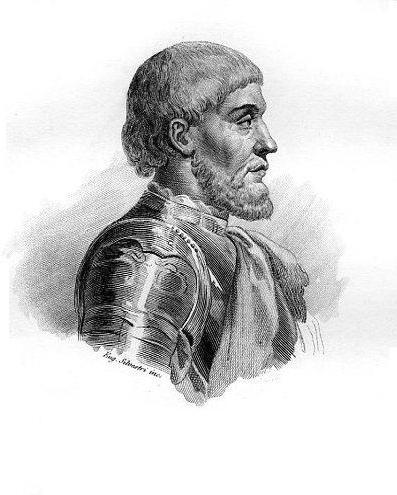
Matteo II. Visconti im Profil auf einem Stahlstich aus dem 19. Jh.

Wappen des Hauses der Visconti 1277–1395

Matteo II. Visconti (* um 1319 in Saronno; † 29. September 1355) aus der Familie Visconti war der erstgeborene Sohn des Stefano Visconti. Bei der Aufteilung des Herrschaftsgebiets der Familie nach dem Tod des Kardinals Giovanni Visconti 1354 bekam er Bologna, Lodi, Piacenza und Parma. Da er sich der „Sittenlosigkeit“ widmete, wurde er bereits nach einem Jahr von seinen Brüdern Bernabò Visconti und Galeazzo II. Visconti ermordet, die seinen Anteil in der Folge gemeinsam regierten.
Matteo war mit Gigliola Gonzaga verheiratet, der Tochter des Philippino Gonzaga; die gemeinsame Tochter Caterina Visconti († 10. Oktober 1382) wurde 1358 von ihren Onkeln mit Ugolino Gonzaga verheiratet, der bereits nach vier Jahren ebenfalls ermordet wurde.